# Tetragoneura tibialis
Tetragoneura tibialis är en tvåvingeart som beskrevs av Freeman 1951. Tetragoneura tibialis ingår i släktet Tetragoneura och familjen svampmyggor. Inga underarter finns listade i Catalogue of Life.